# JRAプレミアムレース
JRAプレミアムレース（ジェイアールエープレミアムレース）とは、2008年から開催されている中央競馬の競走である。

## 概要
2008年より、原則としてすべての賭け式の馬券で売り上げ総額の5パーセント相当を上乗せする「JRAプレミアム」というサービスを開始した。そのJRAプレミアムの対象となる競走を「JRAプレミアムレース」と呼んでいる。
JRAプレミアムレースは、その年により指定される競走が異なる。既存の重賞競走や特別競走を指定することもあれば、JRAプレミアムレース用に作られた競走名も存在する。各年の概要は次節で述べる。

## 各年の開催内容

### 2008年
中山金杯・京都金杯・東京優駿・有馬記念の各重賞競走、および有馬記念当日（2008年12月28日）の3場すべての特別競走の合計14競走が対象。

### 2009年
中山金杯・京都金杯・天皇賞（春）・札幌記念・天皇賞（秋）・ジャパンカップダートの各重賞競走の6競走が対象。

### 2010年
中山金杯・京都金杯およびGI競走（平地のみ）を行う競馬場の当日の最終競走22競走の合計24競走が対象。最終競走については中京サンクスプレミアムより勝馬投票券の前日発売を開始した。
この年、プレミアム対象の最終競走については、当日のメイン競走であるGIで過去に優勝した競走馬を対象にJRAホームページ上で投票を実施し、最多の得票を集めた競走馬の名前が副称に採用された。勝馬投票券には副称の競走馬名が印字され、例えば東京ウインタープレミアム（メイセイオペラメモリアル）では「メイセイオペラM」と印字された。これは、2004年のJRAゴールデンジュビリーキャンペーンで毎週実施された「名馬で振り返る50年」のメモリアル競走と同様である。ただし重賞競走だった2競走は例外で、目黒記念では「目黒記念 ウオッカM」と両方が印字され、ユニコーンステークスでは文字数の都合上「タイキシャトルM」は印字されなかった。
競走馬名の投票にあたっては投票開始時点での現役馬は除外され、かつ同一馬名は1回限りの採用とされた（例：京都ゴールデンプレミアムで選出されたディープインパクトは目黒記念以降の投票リストからは除外された）。またトラブルや例外が発生した。東京スマイルプレミアムにおける投票ではタイキフォーチュンやウインクリューガーに大量の票が集まり、JRAではひとりにつき1回限りの投票を呼びかける注意書きを掲示した。ハッピーエンドプレミアムの副称は、開催日となる2010年12月26日を同年7月に死亡したオグリキャップの“メモリアルデー”と定めたJRAの意向により「オグリキャップメモリアル」と決定され、ホームページ上での投票は行われなかった。
東京ウェルカムプレミアムの競走馬名投票ではエルコンドルパサーが選出されたが、投票数2位から15位までの馬名についても11月27日（ワールドスーパージョッキーズシリーズ開催日）・11月28日（ジャパンカップ開催日）に実施されたプレミアム対象外の一般競走（2歳未勝利戦・メイクデビュー東京・3歳以上500万円以下・障害未勝利）計14競走において、「○○賞」の形でサブタイトルに採用された。各競走に付けられた馬名については「第30回ジャパンカップ#エピソード」を参照のこと。

### 2011年
中山金杯・京都金杯およびGI競走（平地のみ）を行う競馬場の当日の最終競走が対象であり、当初は2010年と同様の計24競走の予定だった。しかし、3月11日に発生した東日本大震災の影響により、以下のような変更点が発生している。
- 3月27日の毎日杯については、当初JRAプレミアムレースとして施行予定だったが、地震の社会的影響を踏まえてJRAプレミアムレース恒例の払戻金上乗せは中止する代わりとして、「被災地支援競走」として施行（売上げの5%相当額を、「東北関東大震災被災地支援競馬」全体の売上げの一部からの拠出に加え、被災地支援のために拠出）[10]。
- 4月10日の桜花賞当日以降、6月26日の宝塚記念当日まで行われる予定だったJRAプレミアムレースも全てとりやめとなり、前述の毎日杯と同様の「被災地支援競走」として施行する[11][12]。このため、上半期で開催されたJRAプレミアムレースは中山・京都の両金杯と「東京ウインタープレミアム」の3競走のみである。
- また、当初JRAプレミアムレース→震災被災地支援競走として、当日のGIとの「1日2重賞」で開催される予定だった「目黒記念」「ユニコーンステークス」は、当年の薄暮・準薄暮開催が震災による節電・省エネ対策で見合わせとなったことを受けて「1日2重賞」も中止。それぞれ、土曜日のメイン競走となり、当初予定された最終競走（被災地支援競走）は上記重賞ではなく一般特別競走が割り当てられた。
- JRAプレミアムレースに準ずるものとして、2回函館と1回札幌の特別・重賞競走53競走を対象とした「JRA夏トク」が2011年6月29日に発表された[13]。対象となる賭式は馬連・枠連・ワイドのみが対象となっている。これは、前述の「JRA2連福」と同様である。
- スプリンターズステークス以後、平地GI開催日に予定されているJRAプレミアムレースについては、通常通り行われる。
- 秋季競馬開催期間中の特定開催日の全競走がJRAプレミアムレース同様に払戻金が5%ずつ増額されることも告知されている[14]。
  - 2011年10月10日は、東京競馬場で第24回マイルチャンピオンシップ南部杯（本来は盛岡競馬場（岩手県競馬組合）開催）が代替開催される。当日は、マイルチャンピオンシップ南部杯を含めた当日の全12競走が売上の5%相当額を上乗せして払い戻すこととなっており、実質的には全12競走がJRAプレミアムレースのような扱いとなる[15]。

### 2012年
「JRA2連福」として、馬連・枠連・ワイドのみを対象とした上乗せサービスを実施するため、JRAプレミアムレースは行われなかった。

### 2013年
5月26日の東京優駿当日の東京競馬場で行われるすべての競走及び11月24日のジャパンカップ当日の京都競馬場第12競走「京都オータムリーフプレミアム」のWIN5を除くすべての式別で対象となり、全て「JRAプレミアムレース」として開催された。

### 2014年
「JRAプレミアムレース」を冠した競走は行われなかったが、以下の競走を対象にJRAプレミアムが行われた。なお、この年は「馬連」のみに対し上乗せサービスを行った。
- 中山金杯・京都金杯→「金杯馬連」として実施
- 2月1日 - 3月23日・9月13日 - 10月18日までに行われる最終競走（第12競走）全て→「（春・秋の）最終馬連」として実施
- 東京優駿（日本ダービー）当日の6月1日、および前日の5月31日に東京・京都で行われる全競走（合計48競走）→「ダービー・ウィーク馬連」として実施
- JRA60周年記念競走（下記参照）→「JRA60周年記念馬連」として実施

### 2015年
JRAプレミアムレースは制定していないが、以下の競走を対象に、対象となる馬券種類の売り上げ5%相当額を上乗せするサービスを実施した。
- 金杯馬連（中山・京都金杯のそれぞれ馬連の5%相当を還元）
- 春の最終馬連（2月28日 - 4月5日の期間中のすべての競馬場の第12競走<最終競走>のそれぞれ馬連の5%相当を還元）
- ダービー・ウィーク馬連（5月30・31日の期間中のすべての競馬場・全競走のそれぞれ馬連の5%相当を還元）
- 夏の2歳単勝（6月6日 - 9月6日までに行われるすべての競馬場の2歳限定戦<新馬・未勝利・重賞を含むオープン競走全部対象>のそれぞれ単勝の5%相当を還元）
- 秋の最終馬連（9月12日 - 10月18日の期間中のすべての競馬場の第12競走<最終競走>のそれぞれ馬連の5%相当を還元）
- 2歳GI単勝&馬連（阪神ジュベナイルフィリーズ及び朝日杯フューチュリティステークスの単勝と馬連の5%相当を還元）
- 有馬記念ウィーク馬連（12月26・27日の期間中のすべての競馬場・全競走のそれぞれ馬連の5%相当を還元）

### 2016年
JRAプレミアムレースは制定していないが、以下の競走を対象に、対象となる馬券種類の売り上げ5%相当額を上乗せするサービスを実施した。
- 金杯馬連（中山・京都金杯のそれぞれ馬連の5%相当を還元）
- 春の最終馬連（2月27日 - 4月3日の期間中のすべての競馬場の第12競走<最終競走>のそれぞれ馬連の5%相当を還元）
- 桜花賞馬連（桜花賞の馬連の5%相当を還元）
- 皐月賞馬連（皐月賞の馬連の5%相当を還元）
- オークス馬連（オークスの馬連の5%相当を還元）
- ダービー・ウィーク馬連（5月28・29日の期間中のすべての競馬場・全競走のそれぞれ馬連の5%相当を還元）
- 夏の2歳単勝（6月4日 - 9月4日までに行われるすべての競馬場の2歳限定戦<新馬・未勝利・重賞を含むオープン競走全部対象>のそれぞれ単勝の5%相当を還元）
- 秋の最終馬連（9月10日 - 10月16日の期間中のすべての競馬場の第12競走<最終競走>のそれぞれ馬連の5%相当を還元）
- 2歳GI単勝&馬連（阪神ジュベナイルフィリーズ及び朝日杯フューチュリティステークスの単勝と馬連の5%相当を還元）
- 有馬記念ウィーク馬連（12月23・24・25日の期間中のすべての競馬場・全競走のそれぞれ馬連の5%相当を還元）

### 2017年
以下の競走を対象に、対象となる馬券種類の売り上げ5%相当額を上乗せするサービスを実施した。
- 金杯馬連（中山・京都金杯のそれぞれ馬連の5%相当を還元）
- 春の3歳重賞馬連（3月4日のチューリップ賞から5月21日の優駿牝馬までの3歳限定重賞競走の馬連の5%相当を還元）
- 大阪杯デー馬連（大阪杯施行日の全競走の馬連の5%相当を還元）
- ダービー・ウィーク馬連（5月27・28日の期間中のすべての競馬場・全競走のそれぞれ馬連の5%相当を還元）
- 夏の2歳単勝（6月3日 - 9月3日までに行われるすべての競馬場の2歳限定戦<新馬・未勝利・重賞を含むオープン競走全部対象>のそれぞれ単勝の5%相当を還元）[25]
- 秋の2歳単勝（9月9日 - 12月17日及び12月28日に行われるすべての競馬場の2歳限定戦<新馬・未勝利・500万・重賞を含むオープン競走全部対象>のそれぞれ単勝の5%相当を還元）[26]
- 有馬記念ウィーク馬連（12月23・24日の期間中のすべての競馬場・全競走のそれぞれ馬連の5%相当を還元）
- JRAスーパープレミアム（12月28日に行われるすべての競馬場・全競走において通常の払戻率を引き上げ、全ての競走の全投票法（単勝・複勝・枠連・馬連・ワイド・馬単・3連複・3連単・WIN5）の払戻率を「JRAスーパープレミアム」として全て80%に設定[27]）

### 2018年
以下の競走を対象に、対象となる馬券種類の売り上げ5%相当額を上乗せするサービスを実施した。
- 金杯馬連（中山・京都金杯のそれぞれ馬連の5%相当を還元）
- 春の3歳重賞馬連（1月7日のフェアリーステークスから5月26日の葵ステークスまでの3歳限定重賞競走の馬連の5%相当を還元）
- ダービーデー馬連（ダービー施行日の全競走の馬連の5%相当を還元）
- 2歳単勝（6月2日 - 12月16日及び12月28日に行われるすべての競馬場の2歳限定戦<新馬・未勝利・500万・重賞を含むオープン競走全部対象>のそれぞれ単勝の5%相当を還元）
- 有馬記念ウィーク馬連（12月22・23日の期間中のすべての競馬場・全競走のそれぞれ馬連の5%相当を還元）
- JRAスーパープレミアム（12月28日に行われるすべての競馬場・全競走において通常の払戻率を引き上げ、全ての競走の全投票法（単勝・複勝・枠連・馬連・ワイド・馬単・3連複・3連単・WIN5）の払戻率を「JRAスーパープレミアム」として全て80%に設定[29]）

### 2019年
以下の競走を対象に、対象となる馬券種類の売り上げ5%相当額を上乗せするサービスを実施した。
- 金杯馬連（中山・京都金杯のそれぞれ馬連の5%相当を還元）
- 春の3歳重賞馬連（1月6日のシンザン記念から5月25日の葵ステークスまでの3歳限定重賞競走の馬連の5%相当を還元）
- ダービーデー馬連（ダービー施行日の全競走の馬連の5%相当を還元）
- 2歳単勝（6月1日 - 12月15日及び12月28日に行われるすべての競馬場の2歳限定戦<新馬・未勝利・1勝クラス・重賞を含むオープン競走全部対象>のそれぞれ単勝の5%相当を還元）
- JRAスーパープレミアム（9月16日のJRAアニバーサリー当日及び12月28日に行われるすべての競馬場・全競走において通常の払戻率を引き上げ、全ての競走の全投票法（単勝・複勝・枠連・馬連・ワイド・馬単・3連複・3連単・WIN5）の払戻率を「JRAスーパープレミアム」として全て80%に設定）
- 有馬記念ウィーク馬連（12月21・22日の期間中のすべての競馬場・全競走のそれぞれ馬連の5%相当を還元）

### 2020年
以下の競走を対象に、対象となる馬券種類の売り上げ5%相当額を上乗せするサービスを実施した。
- 金杯馬連（中山・京都金杯のそれぞれ馬連の5%相当を還元）
- 春の3歳重賞馬連（1月12日のシンザン記念から5月30日の葵ステークスまでの3歳限定重賞競走の馬連の5%相当を還元）
- ダービーデー馬連（ダービー施行日の全競走の馬連の5%相当を還元）
- 2歳単勝（6月6日 - 12月20日に行われるすべての競馬場の2歳限定戦<新馬・未勝利・1勝クラス・重賞を含むオープン競走全部対象>のそれぞれ単勝の5%相当を還元）
- JRAスーパープレミアム（9月21日のJRAアニバーサリー当日及び12月13・20日に行われるすべての競馬場・全競走において通常の払戻率を引き上げ、全ての競走の全投票法（単勝・複勝・枠連・馬連・ワイド・馬単・3連複・3連単・WIN5）の払戻率を「JRAスーパープレミアム」として全て80%に設定）
- 有馬記念ウィーク馬連（12月26・27日の期間中のすべての競馬場・全競走のそれぞれ馬連の5%相当を還元）

### 2021年
以下の競走を対象に、対象となる馬券種類の売り上げ5%相当額を上乗せするサービスを実施した。
- 金杯馬連（中山・京都金杯それぞれの馬連の5%相当を還元）
- 3歳重賞+リステッド馬連（1月10日のシンザン記念から5月29日の葵ステークスまでの3歳限定重賞競走と3歳限定リステッド競走の馬連の5%相当を還元）
- ダービーデー馬連（ダービー施行日の全競走の馬連の5%相当を還元）
- 2歳単勝（6月5日 - 12月19日、12月28日に行われるすべての競馬場の2歳限定戦<新馬・未勝利・1勝クラス・重賞を含むオープン競走全部対象>のそれぞれ単勝の5%相当を還元）
- JRAスーパープレミアム（9月20日のJRAアニバーサリー当日及び12月28日に行われるすべての競馬場・全競走において通常の払戻率を引き上げ、全ての競走の全投票法（単勝・複勝・枠連・馬連・ワイド・馬単・3連複・3連単・WIN5）の払戻率を「JRAスーパープレミアム」として全て80%に設定）
- 有馬記念デー馬連（有馬記念施行日の全競走の馬連の5%相当を還元）

### 2022年
以下の競走を対象に、対象となる馬券種類の売り上げ5%相当額を上乗せするサービスを実施した。
- 金杯ワイド（中山・京都金杯それぞれのワイドの5%相当を還元）
- 3歳重賞+リステッドワイド（1月9日のシンザン記念から5月28日の葵ステークスまでの3歳限定重賞競走と3歳限定リステッド競走のワイドの5%相当を還元）
- ダービーデーワイド（ダービー施行日の全競走のワイドの5%相当を還元）
- 2歳単勝（6月4日 - 12月18日に行われるすべての競馬場の2歳限定戦<新馬・未勝利・1勝クラス・重賞を含むオープン競走全部対象>のそれぞれ単勝の5%相当を還元）
- JRAスーパープレミアム（9月19日のJRAアニバーサリー当日及び12月28日に行われるすべての競馬場・全競走において通常の払戻率を引き上げ、全ての競走の全投票法（単勝・複勝・枠連・馬連・ワイド・馬単・3連複・3連単・WIN5）の払戻率を「JRAスーパープレミアム」として全て80%に設定）[32]
- 有馬記念デーワイド（有馬記念施行日の全競走のワイドの5%相当を還元）
- ホープフルデー単勝&ワイド（ホープフルステークス施行日の全競走の単勝とワイドの5%相当を還元）

### 2023年
以下の競走を対象に、対象となる馬券種類の売り上げ5%相当額を上乗せするサービスを実施した。
- 金杯ワイド（中山・京都金杯それぞれのワイドの5%相当を還元）
- 3歳重賞+リステッドワイド（1月8日のシンザン記念から5月27日の葵ステークスまでの3歳限定重賞競走と3歳限定リステッド競走のワイドの5%相当を還元）
- ダービーデーワイド（ダービー施行日の全競走のワイドの5%相当を還元）
- 2歳単勝（6月3日 - 12月17日に行われるすべての競馬場の2歳限定戦<新馬・未勝利・1勝クラス・重賞を含むオープン競走全部対象>のそれぞれ単勝の5%相当を還元）
- JRAスーパープレミアム（7月1日、8月27日、9月18日のJRAアニバーサリー当日及び12月28日に行われるすべての競馬場・全競走において通常の払戻率を引き上げ、全ての競走の全投票法（単勝・複勝・枠連・馬連・ワイド・馬単・3連複・3連単・WIN5）の払戻率を「JRAスーパープレミアム」として全て80%に設定）
- 有馬記念デーワイド（有馬記念施行日の全競走のワイドの5%相当を還元）
- ホープフルデー単勝&ワイド（ホープフルステークス施行日の全競走の単勝とワイドの5%相当を還元）

### 2024年
以下の競走を対象に、対象となる馬券種類の売り上げ5%相当額を上乗せするサービスを実施する。
- JRAウルトラプレミアム - 日本中央競馬会設立70周年記念キャンペーンの一環として、下記日程における対象競走のWIN5を除くすべての投票法（単勝・複勝・枠連・馬連・ワイド・馬単・3連複・3連単。ただし9月16日のJRAアニバーサリーのみWIN5を含む）を対象として、馬券売り上げの5%相当額の上乗せ、かつ、払い戻し率を通常より引き上げて、80%に設定する還元キャンペーンを行う。
- JRAスーパープレミアム（11月24日に行われるすべての競馬場・全競走において通常の払戻率を引き上げ、全ての競走の全投票法（単勝・複勝・枠連・馬連・ワイド・馬単・3連複・3連単・WIN5）の払戻率を「JRAスーパープレミアム」として全て80%に設定）[35]
  - 2024年に予定されている平地GI競走当日の（原則として）第10競走を記念競走とし、競走名は「JRA70周年メモリアルヒーローファン投票」によりGI競走ごとに選出された馬の名前を冠した「JRAウルトラプレミアム ○○（注記：選出馬名）カップ」
  - 9月16日のJRAアニバーサリー当日に行われるすべての競馬場・全競走

### 2025年
以下の競走を対象に、対象となる馬券種類の売り上げ5%相当額を上乗せするサービスを実施する。
- JRAウルトラプレミアム - 5月4日に行われるすべての競馬場・全競走において対象競走のWIN5を除くすべての投票法（単勝・複勝・枠連・馬連・ワイド・馬単・3連複・3連単）を対象として、馬券売り上げの5%相当額の上乗せ、かつ、払い戻し率を通常より引き上げて、80%に設定する還元キャンペーンを行う[46]。
- JRAスーパープレミアム（9月15日のJRAアニバーサリー当日に行われるすべての競馬場・全競走において通常の払戻率を引き上げ、全ての競走の全投票法（単勝・複勝・枠連・馬連・ワイド・馬単・3連複・3連単・WIN5）の払戻率を「JRAスーパープレミアム」として全て80%に設定）[47]